# Straight Checkn’em
Straight Checkn’em – drugi studyjny album grupy hip-hopowej Compton’s Most Wanted. Został wydany w lipcu 1991 r. Uplasował się na 23. miejscu notowania Top R&B/Hip-Hop Albums i na 92. notowania Billboard 200.

## Lista utworów
1. "Intro"
2. "They Still Gafflin'"
3. "Growin' Up in the Hood"
4. "Wanted"
5. "Straight Checkn 'Em"
6. "I Don't Dance"
7. "Raised In Compton"
8. "Driveby Miss Daisy"
9. "Def Wish"
10. "Compton’s Lynching"
11. "Mike T's Funky Scratch"
12. "Can I Kill It?"
13. "Gangsta Shout Out"

## Notowania
| Notowanie (1991)                      | Najwyższa pozycja |
| ------------------------------------- | ----------------- |
| U.S. Billboard 200                    | 92                |
| U.S. Billboard Top R&B/Hip-Hop Albums | 23                |